# آکسفورد تایمز
آکسفورد تایمز (انگلیسی: The Oxford Times) یک روزنامه هفتگی است که هر پنجشنبه در آکسفورد، انگلستان منتشر می‌شود. این روزنامه که در ابتدا یک روزنامه قطع بزرگ بود، در سال ۲۰۰۸ به یک روزنامهٔ فشرده تغییر یافت. این روزنامه از یک مجموعه تولید بزرگ در اوزنی مید واقع در آکسفورد غربی منتشر می‌شود و تحت مالکیت نیوزکوئست قرار دارد که تابعهٔ شرکت گانیت در ایالات متحده آمریکا است.